# 2065 Spicer
Spicer (asteróide 2065) é um asteróide da cintura principal, a 2,0688854 UA. Possui uma excentricidade de 0,2340497 e um período orbital de 1 621,42 dias (4,44 anos).
Spicer tem uma velocidade orbital média de 18,12278025 km/s e uma inclinação de 6,42491º.
Esse asteróide foi descoberto em 9 de Setembro de 1959 por Goethe Link Obs..